# Selina Büchel
Selina Büchel (née le 26 juillet 1991 à Mosnang) est une athlète suisse, spécialiste du 800 mètres.

## Biographie
Elle se distingue lors des championnats d'Europe en salle 2015, à Prague, en remportant la médaille d'or du 800 mètres en 2 min 1 s 95, devant la Russe Yekaterina Poistogova et l'Ukrainienne Nataliya Lupu. Le dernier titre suisse lors d'un championnat d'Europe en salle remontait à 1987, avec le succès de Sandra Gasser sur 1 500 m.
Le 4 juillet 2015, lors du meeting Areva, elle établit un nouveau record de Suisse du 800 mètres en parcourant la distance en 1 min 57 s 95. Elle améliore de près d'une seconde l'ancienne meilleure marque nationale détenue depuis 1987 par Sandra Gasser.
Le 9 juillet 2016, Büchler échoue au pied du podium des Championnats d'Europe d'Amsterdam en 2 min 00 s 47, à seulement 10 centièmes de la médaille de bronze de la Suédoise Lovisa Lindh.

## Palmarès
| Date | Compétition                        | Lieu                               | Résultat | Épreuve   | Temps         |
| ---- | ---------------------------------- | ---------------------------------- | -------- | --------- | ------------- |
| 2013 | Championnats d'Europe par équipes  | Dublin                             | 3e       | 800 m     | 2 min 03 s 80 |
| 2013 | Championnats d'Europe espoirs      | Tampere                            | 3e       | 800 m     | 2 min 02 s 74 |
| 2014 | Championnats du monde en salle     | Sopot                              | 4e       | 800 m     | 2 min 01 s 06 |
| 2014 | Championnats d'Europe par équipes  | Riga                               | 2e       | 800 m     | 2 min 04 s 01 |
| 2015 | Championnats d'Europe en salle     | Prague                             | 1re      | 800 m     | 2 min 01 s 95 |
| 2015 | Championnats d'Europe par équipes  | Heraklion                          | 1re      | 800 m     | 2 min 00 s 56 |
| 2015 | Championnats d'Europe par équipes  | Heraklion                          | 2e       | 4 x 400 m | 3 min 33 s 18 |
| 2016 | Championnats d'Europe              | Amsterdam                          | 4e       | 800 m     | 2 min 00 s 47 |
| 2017 | Circuit mondial en salle de l'IAAF | Circuit mondial en salle de l'IAAF | 2e       | 800 m     | détails       |
| 2017 | Championnats d'Europe en salle     | Belgrade                           | 1re      | 800 m     | 2 min 00 s 38 |
| 2017 | Championnats d'Europe par équipes  | Vaasa                              | 2e       | 800 m     | 2 min 02 s 85 |
| 2017 | Championnats d'Europe par équipes  | Vaasa                              | 3e       | 4 x 400 m | 3 min 33 s 10 |
| 2017 | Ligue de diamant                   | Ligue de diamant                   | 8e       | 800 m     | 1 min 59 s 83 |
| 2018 | Championnats du monde en salle     | Birmingham                         | 6e       | 800 m     | 2 min 03 s 01 |
| 2018 | Championnats d'Europe              | Berlin                             | 7e       | 800 m     | 2 min 02 s 05 |
| 2018 | Ligue de diamant                   | Ligue de diamant                   | 7e       | 800 m     | 2 min 00 s 64 |

## Records
| Épreuve    | Épreuve   | Temps              | Lieu        | Date           |
| ---------- | --------- | ------------------ | ----------- | -------------- |
| 800 mètres | Plein air | 1 min 57 s 95 (NR) | Saint-Denis | 4 juillet 2015 |
| 800 mètres | En salle  | 2 min 00 s 38      | Belgrade    | 5 mars 2017    |